# Villa Luboldt

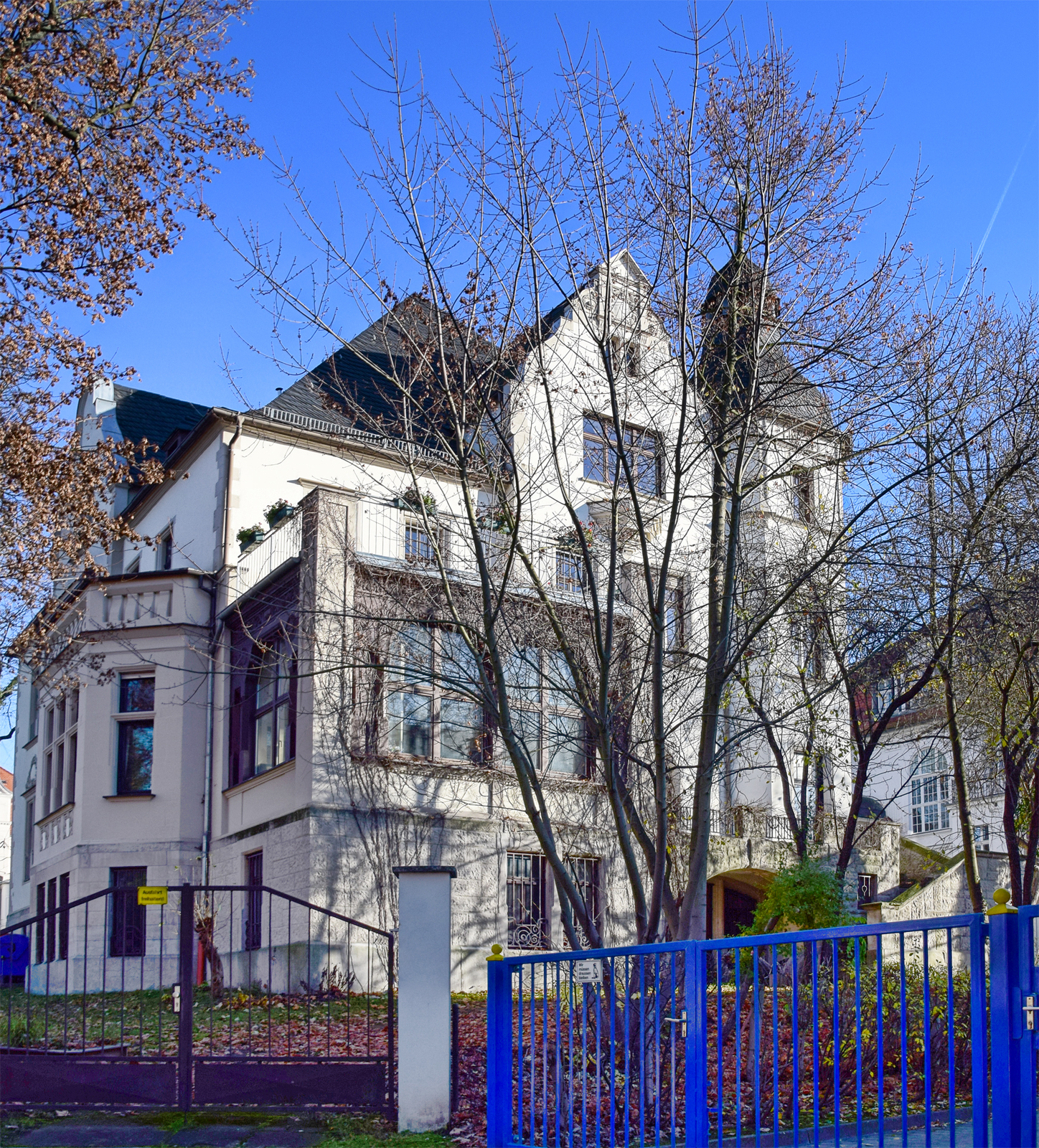
Villa Luboldt

Die Villa Luboldt in der Goethestraße 4 in der Villenstadt Gera  gehört zu dem Ensemble denkmalgeschützter Villen, die das Stadtbild von Gera prägen. Erbaut wurde sie im Jahr 1903 von dem Architekten Carl Zaenker (1859–1932) auf einem 2205 m² großen Eckgrundstück Goethestraße/Kaiser Wilhelmstraße (jetzt Berliner-Straße).
2005 wurde die Villa unter Denkmalschutz gestellt.

## Architektur
Das dreigeschossige Gebäude hat ein Sockelgeschoss, in dem sich früher eine Küche und Wirtschaftsräume sowie ein Bad für das Personal befanden sowie ein kleiner, als Probierstube eingerichteter Rotweinkeller. Das Erdgeschoss mit seinen repräsentativen Räumen betrat man durch eine große Diele mit Holzverkleidungen und einem schönen Kamin. Daran schloss sich das Musikzimmer mit einem Konzertflügel und ein Wintergarten mit Springbrunnen an. Von einem anderen Zimmer führte eine Wendeltreppe in die darunter liegenden Wirtschaftsräume. Noch erhalten sind die Kassettendecken in einem der Zimmer und einige eingebaute Wandschränke, die Jugendstil-Verzierungen aufweisen. Im Obergeschoss (Beletage) und im ausgebauten Dachgeschoss befanden sich Wohnräume.

### Der Garten
Die Schellische Anlage war mit dem Garten um 1904 fertiggestellt, wie auf einem Zementpfeiler an der Brücke im Garten über dem Bachlauf vermerkt war. Der Garten war mit einem Schmiedeeisen-Zaun im Ost- und Nordteil abgegrenzt. Im unteren Teil der Goethestraße befand sich Ziegelmauerwerk mit einem Eisentor.
Es waren angelegt: ein Zierteich, ca. 8 Quadratmeter groß mit einem Bachlauf, der aus einem kleineren Teich unterhalb einer künstlichen Felsgrotte gespeist wurde. Der Garten war bepflanzt mit Birken, Platanen, Kastanien, Rhododendren, Magnolien, Rosenbeeten, Ahorn, Pappeln und kleinen Kiefern. Durch den Garten führten mit Kies bestreute Wege, eingefasst mit Bandstreifen.

## Geschichte
1902 kaufte das Ehepaar Marie und Paul Schellig das Grundstück. Marie Schellig (1871–1960) war die Tochter des Begründers der großen Weberei Alfred Münch AG Mechanische Kammgarnspinnerei in Gera, die seit Anfang des 19. Jahrhunderts bereits mit Wollwaren handelte. Ihr Mann Paul Schellig war in der Firma Münch zunächst Prokurist, später dann Gesellschafter. Die Weberei existierte bis zum schwarzen Börsenfreitag 1929.
Das Baugrundstück war ein Feld. Noch weit in die 30er Jahre war das untere Gelände Goethestraße bis zur Zabelstraße ein Feld, auf dem Getreide und auch Kartoffeln angebaut wurden. 1903 erfolgte die Grundsteinlegung mit einer eingemauerter Zeitung und einer Goldmünze. Der Architekt Zaenker entwarf und erbaute eine Villa, die den damaligen technischen Errungenschaften gerecht wurde. Eine Zimmertelefonanlage verband nahezu alle Räume miteinander. Ein Telefonanschluss war u. a. direkt am Tischbein im Speisezimmer befestigt gewesen. Das Kabel führte von dort durch die Decke in die Küche. Die Kamine im Haus wurden mit Gas betrieben. Außerdem gab es eine Warmwasser-Zentralheizung. Die Kosten für die Villa betrugen 350.000 Goldmark (bei 1 Goldmark= 7 DM ca. 2,45 Mio. DM).
1904 zogen Marie und Paul Schellig mit ihren beiden Kindern in die Villa ein.
Nach dem Krieg in den frühen 1920er Jahren musste das Dachgeschoss vermietet werden.
1921 starb Paul Schellig. Die Situation verschlechterte sich weiter, als nach der Weltwirtschaftskrise 1928 die Firma Alfred Münch stillgelegt werden musste.
Dort war zu dieser Zeit auch Hermann Luboldt (1892–1962) als Direktor beschäftigt. Sein Vater Arno Luboldt (1866–1915), Inhaber der Firma Focke & Luboldt, und Paul Schellig waren Freunde und Jagdgenossen. Hermann Luboldt absolvierte nach dem Abitur am Gymnasium Rutheneum in Gera die Webschule in Greiz, um als Textilfachmann später in die väterliche Firma in Gera einzutreten. Nach einer Flucht aus russischer Gefangenschaft kehrte er im Frühjahr 1918 in die Heimat zurück. Nur wenige Jahre waren ihm dann in der Geraer Weberei Alfred Münch vergönnt bis zur Stilllegung 1928.
1921 heiratete er die Tochter von Paul und Marie Schellig, Gerda Schellig (1899–1955) und zog in die Villa. Die beiden wurden Eltern von zwei Söhnen, Hans-Joachim Luboldt (1922–1941) und Werner Hermann Luboldt (1926–2016). Während des Zweiten Weltkrieges leitete er die Auslandsabteilung der Deutschen Kolophon-Werke Gera. Als die Firma liquidiert wurde, war er Dolmetscher und schließlich nach dem Staatsexamen als Fachlehrer für Englisch und Russisch an der Lutherschule in Gera tätig.
Mit dem Zweiten Weltkrieg wurden Flüchtlinge aus dem Saarland, Schlesien, Ostpreußen und Ostsachsen einquartiert. Im April 1945 wurde die Villa durch Amerikaner besetzt. Nach Kriegsende wohnten in der Villa auch Angehörige der amerikanischen und sowjetischen Besatzungsmacht. Dass die Villa nicht für den ersten sowjetischen Stadtkommandanten geräumt werden musste, ist einem glücklichen Umstand zu danken. Bei der Hausbesichtigung lud Herman Luboldt den Oberst aus Sibirien zu einer russischen Teestunde ein. Und er verblüffte den Gast mit seinen guten Russischkenntnissen. Die Familie konnte mit weiteren Mietern im Haus wohnen und auch dessen Besitzer bleiben.
In den 1970er Jahren wurde die Villa enteignet. 1974 hatten Werner Luboldt und seine Frau erstmals wieder Zugang zum Haus, 1992 wurde die Villa an die Luboldts zurückgegeben.